# 파이널 판타지 VIII
《파이널 판타지 VIII》(영어: Final Fantasy VIII, 일본어: ファイナルファンタジーVIII)는 스퀘어가 플레이스테이션 콘솔용으로 개발, 출시한 롤플레잉 비디오 게임이다. 1999년에 출시되었으며 파이널 판타지 시리즈 중 8번째 판이다.
SF 요소가 가미된 무명의 판타지 세계를 배경으로 하는 이 게임은 스퀄 레온하트 주도의 젊은 용병들의 무리들을 따르며 여자 마법사 이데아가 일으킨 마찰로 이끌려들어간다. 이데아를 패배시킨 뒤 주인공들은 이데아가 미래에서 온, 시간을 압축하려는 여자 마법사 얼티미시아(Ultimecia)에게 통제를 받고 있다는 것을 알게된다.
《파이널 판타지 VII》의 영어 지역화 기간 중인 1997년 개발이 시작되었다.

## 평가
| 통합 점수  | 통합 점수             |
| 통합사     | 점수                  |
| ---------- | --------------------- |
| 게임랭킹스 | PS: 89% PC: 80%       |
| 메타크리틱 | PS: 90/100            |
| 평론 점수  |                       |
| 평론사     | 점수                  |
| 에지       | 9/10                  |
| EGM        | 95/100                |
| 패미츠     | 37/40                 |
| 게임스팟   | PS: 9.5/10 PC: 6.7/10 |
| 게임스파이 | 90/100                |
| IGN        | PS: 9/10 PC: 7.4/10   |
| 맥시멈 PC  | 9/10                  |
| PSM        | 10/10                 |

| 수상                      | 수상                               |
| 평론사                    | 수상                               |
| ------------------------- | ---------------------------------- |
| Electronic Gaming Monthly | Game of the Year (Readers' Choice) |
| IGN                       | Best RPG of E3 1999                |
| Computer Gaming World     | 20th Best Game of 2000             |
| IGN                       | 7th Best PlayStation Game          |